# Bitwa pod Dziuńkowem

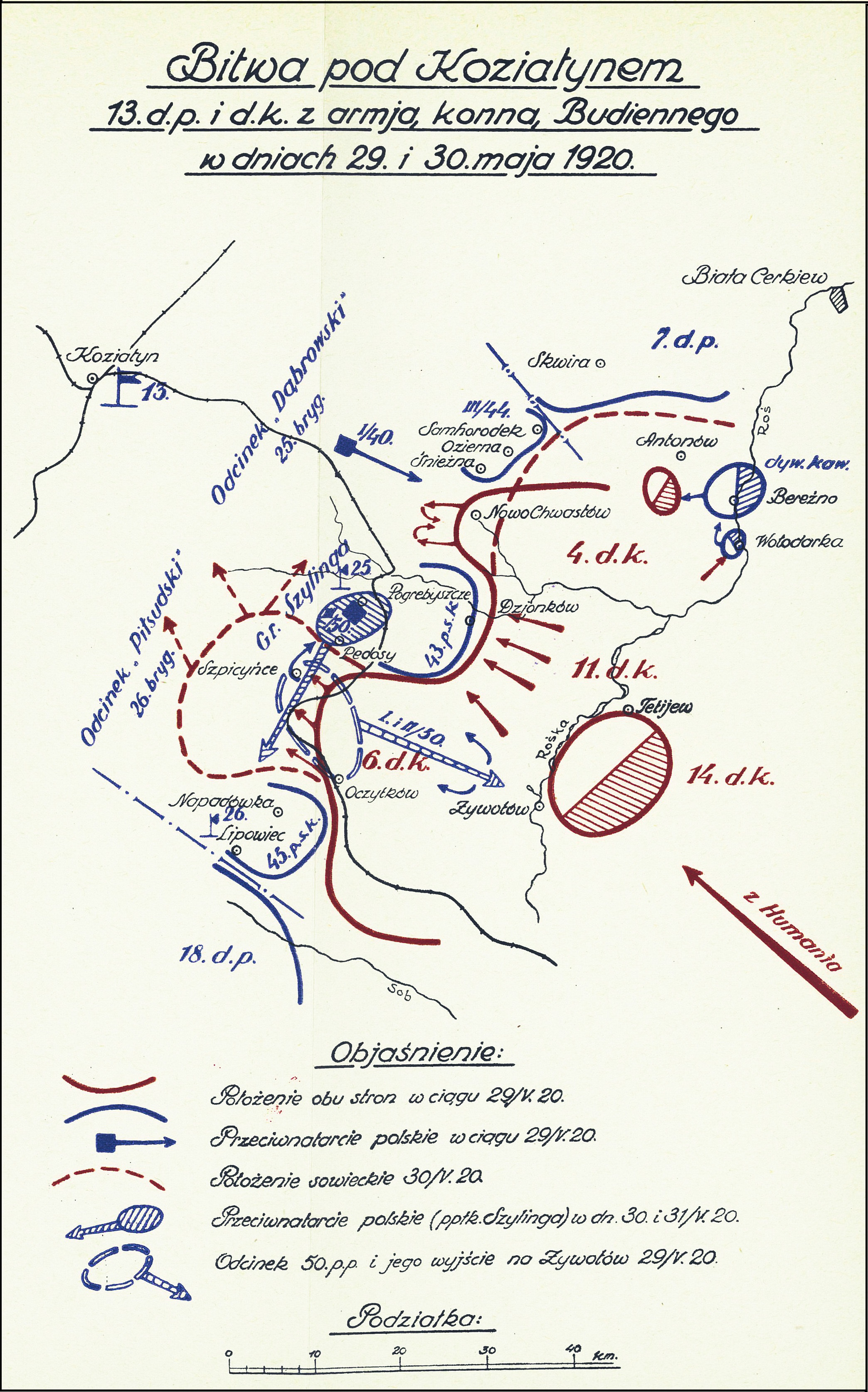
Gen. Tadeusz Kutrzeba
Wyprawa kijowska 1920 roku.

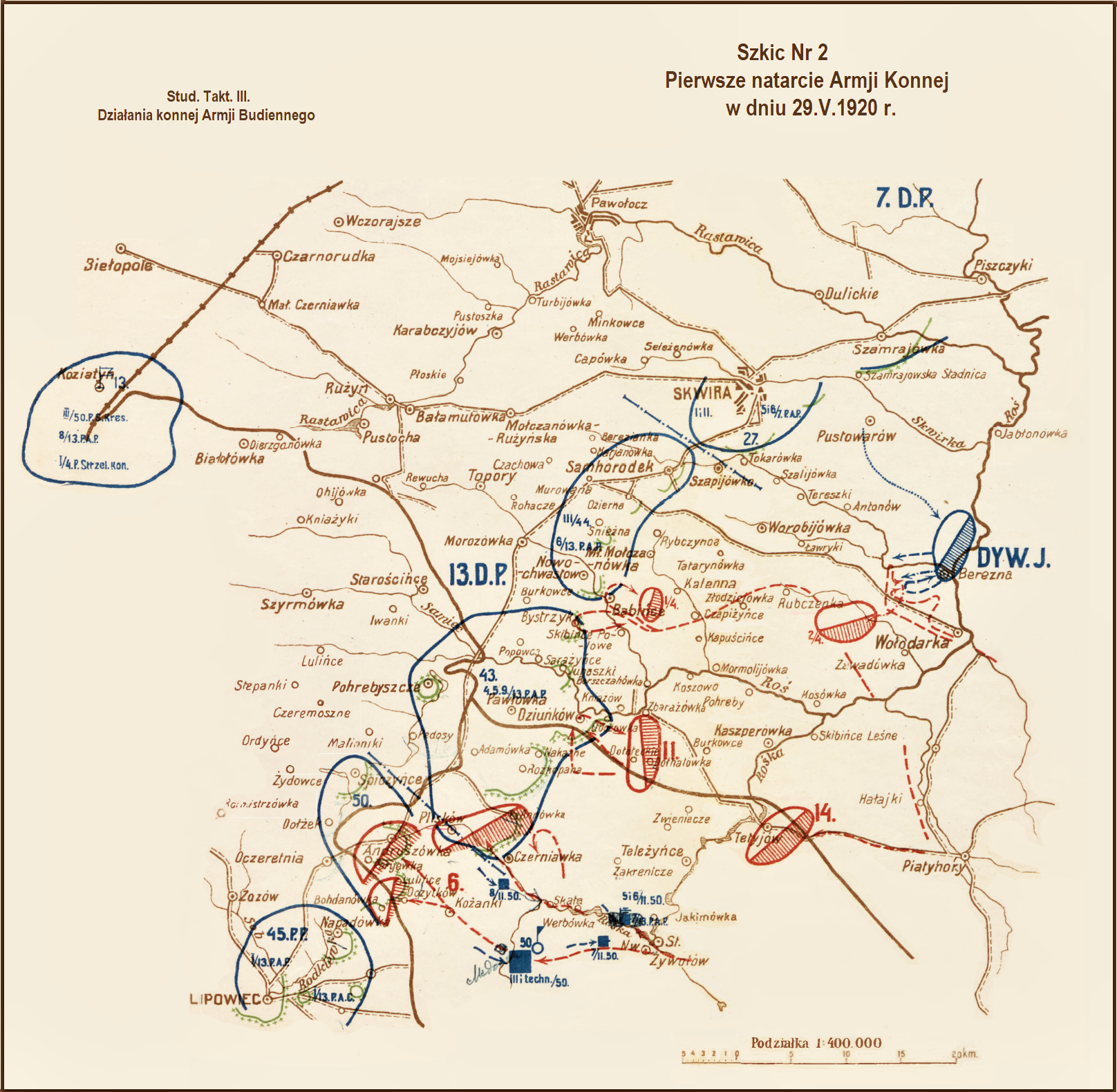
Mieczysław Biernacki
Działania armji konnej Budiennego w kampanii polsko – rosyjskiej 1920 r.

Bitwa pod Dziuńkowem – walki polskiego 43 pułku piechoty mjr. Wacława Piekarskiego z oddziałami sowieckiej 11 Dywizji Kawalerii toczone w okresie operacji kijowskiej w czasie wojny polsko-bolszewickiej.

## Sytuacja ogólna
25 kwietnia rozpoczęła się polska ofensywa na Ukrainie. 
Przeprowadzona w dwóch fazach operacja zaczepna polskich armii zakończyła się spektakularnym sukcesem. 7 maja, w zasadzie bez walki, Kijów został zdobyty, a bezpośrednio po zajęciu miasta dowództwo 3 Armii tworzyło na wschodnim brzegu Dniepru obszerne przedmoście. Zajęcie Kijowa i utworzenie przedmościa zakończyło polską ofensywę na Ukrainie.
Po zakończeniu ofensywy większość uczestniczących w niej jednostek polskich zorganizowała obronę punktową obsadzając ważniejsze węzły komunikacyjne i wybrane miejscowości. Front ustabilizował się na linii od Prypeci, wzdłuż Dniepru, przez Białą Cerkiew, Skwirę, Lipowiec, Bracław, Wapniarkę do Jarugi nad Dniestrem. 3 Armia obsadzała odcinek od Prypeci do Skwiry, a od Skwiry do Dniestru biegł front 6 Armii. 13 Dywizja Piechoty ze składu 6 Armii obsadzała odcinek frontu od Lipowca po Samhorodek. 26 maja 1 Armia Konna Siemiona Budionnego uderzyła na polskie linie obronne. 13 Dywizja Piechoty zaatakowana została w momencie, gdy jej oddziały znajdowały się częściowo w ruchu, dążąc do poprawy położenia i zajęcia dogodniejszych stanowisk nad rzekami Rosią i Rośką.

## Walki pod Dziuńkowem
Zgodnie z planem obrony dowódcy 13 Dywizji Piechoty, w trzeciej dekadzie maja 43 pułk piechoty urządził trzy ośrodki oporu. „Dziuńków” obsadził I batalion wzmocniony 4 baterią 13 pułku artylerii polowej por. Kowalskiego, „Rozkopane” – II batalion z 5 baterią i  „Nowochwastów” – III batalion z 6 baterią. Dowództwo pułku stacjonowało w Pawłówce. Ośrodki oporu były systematycznie rozbudowywane i otoczone drutem kolczastym.
Broniący Dziuńkowa I batalion 43 pułku piechoty kpt. Zygmunta Piątkowskigo liczył 400 żołnierzy, a na wyposażeniu posiadał 12 ciężkich karabinów maszynowych. Miejscowość otaczały dwie linie okopów osłoniętych drutem kolczastym.
W tym czasie 1 Armia Konna, zgrupowana na linii Talne – Humań – Teplik, szykowała się do uderzenia w kierunku Koziatyna. Nocą z 28 na 29 maja sowiecka kawaleria ruszyła ku pozycjom 13 Dywizji Piechoty. Maszerujące oddziały kozaków Budionnego natknęły się pod Nowo-Żywotowem na pododdziały 50 pułku piechoty. Uderzenie mas kawalerii zmiotło z pozycji I/50 pp ppłk. Leona Juchniewicza, a w nierównej walce pod Medówką rozbity został II/50 pp.
Po rozbiciu batalionów 50 pułku piechoty, dwie brygady sowieckiej 11 Dywizji Kawalerii zaatakowały Dziuńków. Jedna rozpoczęła natarcie w szyku pieszym, druga zaczęła obchodzić Dziuńków od północy. Działania Kozaków wspierały trzy baterie artylerii i samochody pancerne. Tyraliery spieszonej kawalerii parokrotnie podchodziły do polskich okopów i były odpierane ogniem karabinowym i granatami ręcznymi. Około południa przeciwnik zmusił batalion do wycofania się na drugą linię obrony, zorganizowaną pod samym Dziuńkowem.
Po południu od północy uderzyła druga brygada 11 Dywizji Kawalerii i wdarła się do miasteczka. Polski kontratak prowadzony przez kpt. Zygmunta Piątkowskiego, a sformowany z żołnierzy rozmaitych służb, zmusił Kozaków do odwrotu. Wieczorem Sowieci przegrupowali siły i po zmroku uderzyli na prawe skrzydło batalionu. Doszło do zażartych walk wręcz. Piechurów wspierali skutecznie taboryci, ordynansi, telefoniści i łącznicy. Po tym ataku Sowieci wycofali się spod Dziuńkowa do rejonu Zbereżówka – Dołholówka.

## Bilans walk
Walki o Dziuńków związały na jeden dzień siły główne  sowieckiej 11 Dywizji Kawalerii. Na polu bitwy znaleziono ciała kilkudziesięciu Kozaków i blisko 300 padłych koni. Polacy utracili około 40 poległych i rannych. 
Sowiecki meldunek sytuacyjny podpisany przez szefa sztabu 11 Dywizji Kawalerii zawiera taką oto ocenę działań: 

Oddziały całej 11-ej dywizji kawalerji zostały wciągnięte w bój pod Dziunkowem, który trwał przez całą noc 29 maja. Polacy trzymają się bardzo uporczywie; kiedy jazda natarła, została spotkana silnym ogniem karabinowym i zarzucona granatami ręcznemi, których nieprzyjaciel posiadał bardzo dużo. Dywizja kilka razy nacierała, przełamując okopy nieprzyjaciela. Ilość sił nieprzyjaciela, zajmującego Dzionkom, jest obliczona na 2000 bagnetom regularnych wojsk, wspaniale uzbrojonych w karabiny, granaty, przy 13 działach i małej ilości jazdy. W dywizji bardzo dużo strat. Wypróbowawszy wszystkie sposoby i możliwe środki, dywizja nie mogła złamać nieprzyjaciela. Będąc zmęczona okresem ubiegłej doby, została odprowadzona na tyły.